# نقاشات حول ليفي (كتاب)

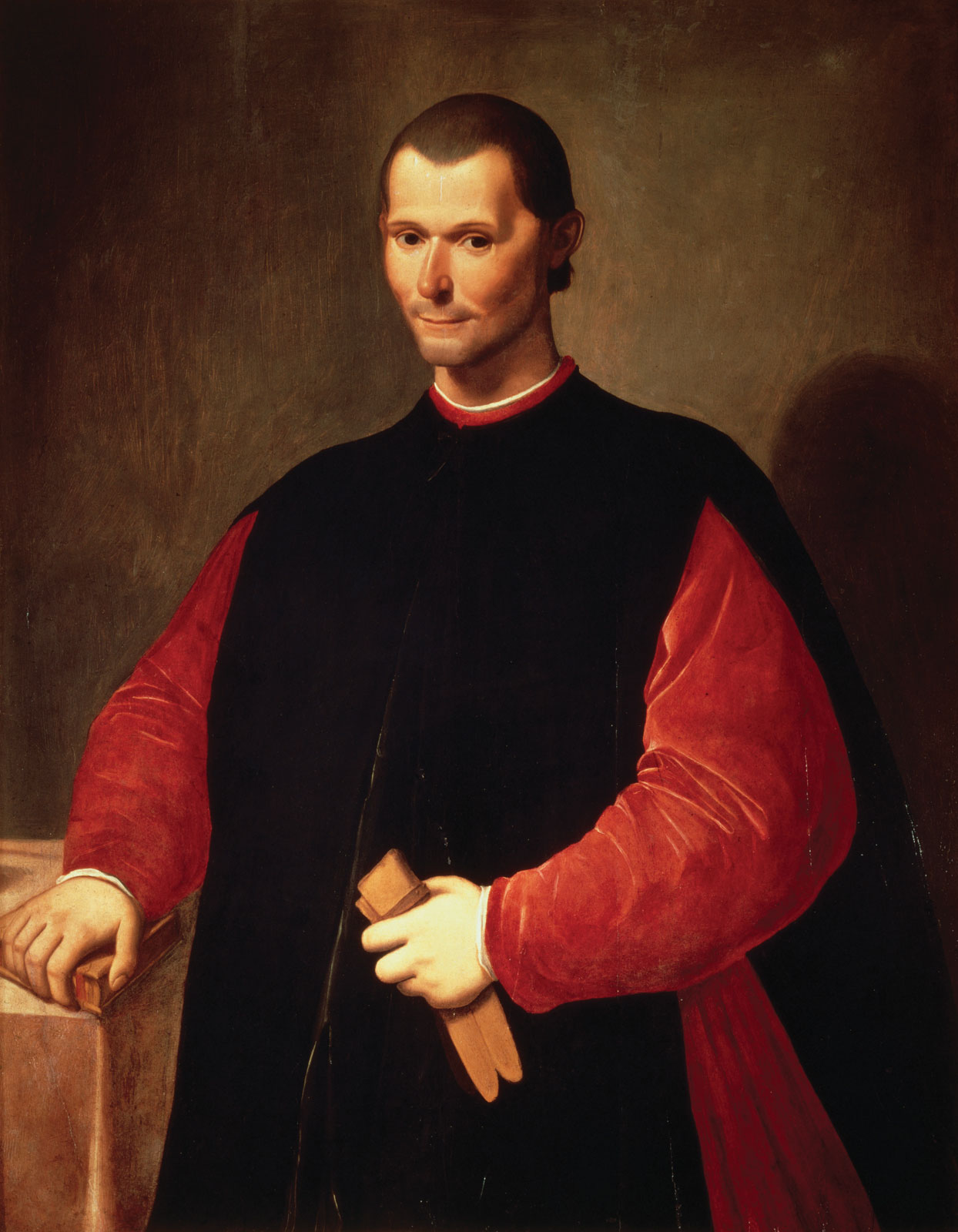

نقاشات حول ليفي (بالإيطالية: Discorsi sopra la prima deca di Tito Livio)‏ أو نقاشات حول العقد الأول من تيتوس ليفيوس هو عمل تاريخي سياسي وفلسفي مكتوب في أوائل القرن السادس عشر (حوالي 1517) من قبل الكاتب والمنظر السياسي نيكولو مكيافيلي، والمعروف عبر كتابه الأمير. كرس مكيافيلي كتاب الأمير لتقديم المشورة لحاكم الإمارة وبعبارة أخرى نوع الملكية بينما هدف كتاب نقاشات حول ليفي إلى تفسير بنية وحسنات الجمهورية وهو شكل من أشكال الحكم القائم على مستوى معين من القبول والسيطرة الشعبية.